# Добрывичи
Добрывичи — деревня на севере Бежаницкого района Псковской области. Административный центр сельского поселения муниципальное образование «Добрывичская волость».
Расположено в 25 км к северу от райцентра Бежаницы. В 1 км от деревни расположен железнодорожный пункт остановки 314-й км (близ д. Дулово) на участке Великие Луки — Бежаницы — Чихачёво — Дедовичи — Дно.
Численность населения по оценке на 2000 год составляла 155 жителей, по переписи 2002 года — 141 житель.